# جرارد ون شاگن

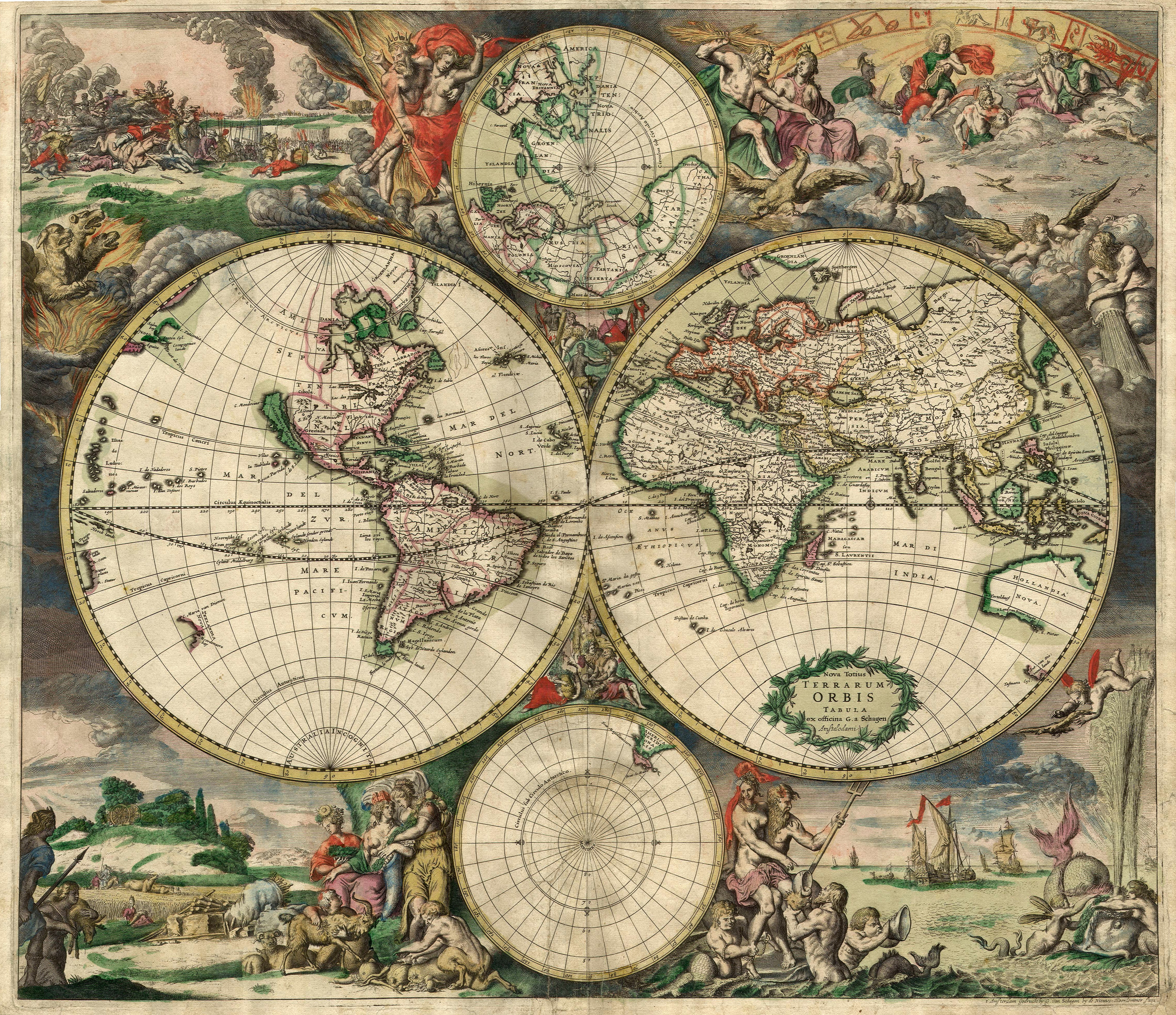
نقشه جهان ون شاگن، ۱۶۸۹

گریت لوکاس ون شاگن یا شاگن (گراردوس شاگن) (حدود 1642 - ح. March ۱۷۲۴، حکاک و نقشه‌نگار اهل آمستردام بود که به دلیل بازتولیدهای نفیس نقشه‌ها، به ویژه نقشه‌های نیکولاس ویشر اول و فردریک دی ویت معروف بود. او در آمستردام زندگی می‌کرد و در هارلمردکی در نزدیکی نیو هارلم در خانه با نشان "In de Stuurman" کار می‌کرد.